# 橫綱審議委員會
横綱審議委員會，是日本相撲協會的諮詢機構。委員會考慮晉陞為橫綱的候選人，然後將其建議傳遞給日本相撲協會。它還會對力士進行評論，以期待他們的潛在晉陞，也包括對大關晉級的審議。
現任橫綱審議委員會委員長是大島理森，自2025年1月上任。

## 設置
理事會成立的原因是因為1950年初場所的醜聞。當時的三個橫綱（東富士欽壹，照國萬藏和羽黑山政司）在一月份的大部分比賽中都缺席，引起了強烈的批評。相撲協會甚至開始考慮將降職制度應用於橫綱，但後來在相撲純粹主義者和傳統主義者的壓力下放棄了這個想法。為了維護橫綱頭銜的尊嚴，決定橫綱應該由對相撲有深入瞭解的專家推薦，比如吉田司家（在江戶時代控制相撲世界）。橫綱審議委員會成立於1950年4月21日，是日本相撲協會的諮詢機構。理事會的第一任主席是酒井忠正，他是前伯爵和貴族院議員。理事會的十名成員都是與相撲無關領域的傑出成員，包括學者、社會學家或作家。相撲協會宣佈，從那一刻起，橫綱推舉將完全由橫綱審議委員會和協會理事控制，將吉田司家的傳統推薦和批准轉變為純粹的儀式。

## 組成和操作
橫綱審議委員會是根據日本相撲協會章程第52條組成的。該委員會由來自不同領域的專家組成，據說他們對相撲充滿熱情，並且對相撲有著深刻的理解。但相撲協會年寄不能在理事會中任命，其成員是無薪的。自1997年以來，決定成員任期兩年，最多五屆。理事會成員人數限製為15人，目前有8名成員。理事會由成員共同投票選出的主席領導。理事長任期2年，最多2屆。協會會員也可以出席和參加會議，協會主席和其他理事通常出席會議。
理事會會議通常在公佈每場比賽排名后和最終排名組織會議之前舉行。它也在每場比賽的最後一天(千秋樂)之後的第二天舉行。根據協會的要求，委員會將向協會的諮詢報告基於力士的「品格」（品格，尊嚴）和其他與橫綱相關的事項建議。理事會通常還向其審查的現有橫綱提供三種類型的建議：激励、注意和引退勸告。